# Småprickig hackspett
Småprickig hackspett (Campethera punctuligera) är en fågel i familjen hackspettar inom ordningen hackspettartade fåglar. Fågeln förekommer i savann i ett band söder om Sahara, från Mauretanien till Sydsudan. Beståndet anses vara livskraftigt.

## Utseende och läte
Småprickig hackspett är en medelstor hackspett med grön rygg. Hanen har röd hjässa och rött mustaschstreck, medan honan är vitstreckat svart på främre delen av hjässan, röd på bakre delen och har ett vitfläckat svart mustaschstreck. Undersidans utseende varierar geografiskt, beigefärgad med små prickar i större delen av utbredningsområdet men i öster vit med tydligare fläckar. Den kan förväxlas med nubisk hackspett i det begränsade område där de möts, men småprickig hackspett skiljer sig genom mindre streckat ansikte och inte lika kraftigt tecknad ovansida. Arten är även lik guldstjärtad hackspett, men är fläckad snarare än streckad undertill. Lätet består av en serie "kreek" som avges i en högljudd duett.

## Utbredning och systematik
Småprickig hackspett delas in i två underarter med följande utbredning:
- Campethera punctuligera punctuligera – förekommer från sydvästra Mauretanien söderut till Sierra Leone och österut till Centralafrikanska republiken, södra Tchad, norra Demokratiska republiken Kongo och möjligen sydvästra Sudan
- Campethera punctuligera balia – förekommer i Sydsudan och nordöstligaste Demokratiska republiken Kongo

## Levnadssätt
Småprickig hackspett hittas i olika savanntyper, inklusive torr törnsavann. Den ses vanligen i par.

## Status
Arten har ett stort utbredningsområde och beståndet anses stabilt. Internationella naturvårdsunionen IUCN listar den därför som livskraftig (LC).